# Summer's Stellar Gaze
Summer's Stellar Gaze è il primo EP della band canadese Silverstein, pubblicato nel 2000 e prodotto dalla band stessa. Ne furono stampate solo 400 copie ed è attualmente fuori catalogo, anche se tutte e 6 le tracce sono presenti in 18 Candles: The Early Years, una raccolta del 2006. Waiting Four Years e Wish I Could Forget You compaiono anche nel successivo EP della band, When the Shadows Beam. Wish I Could Forget You inoltre è stata registrata nuovamente per l'album d'esordio della band, When Broken Is Easily Fixed, nel quale compaiono come bonus tracks anche Friends in Fallriver e Forever and a Day.
Waiting Four Years è la prima canzone composta dai Silverstein ed il testo è stato scritto da Josh. Forever and a Day termina con una citazione dalla poesia Where the Sidewalk Ends del poeta canadese Shel Silverstein, da cui peraltro la band ha preso il nome.

Il cantante Shane Told ha spesso affermato di odiare le parti vocali registrate per questo EP, in quanto era malato quando le ha cantate e dunque la registrazione è venuta, a suo parere, di pessima qualità.

## Tracce
1. Waiting Four Years – 4:04
2. Wish I Could Forget You – 3:38
3. Friends in Fallriver – 3:03
4. Summer's Stellar Gaze – 2:48
5. My Consolation – 4:08
6. Forever and a Day – 4:29

## Formazione
- Shane Told - voce
- Josh Bradford - chitarra, basso
- Richard McWalter - chitarra, basso
- Paul Koehler - batteria